# Gargnäs församling
Gargnäs församling var en församling i Luleå stift och i Sorsele kommun i Västerbottens län. 

## Administrativ historik
Församlingen utbröts 1962 ur Sorsele församling och var därefter till 2006 annexförsamling i pastoratet Sorsele och Gargnäs. 2006 återgick Gargnäs församling i Sorsele församling.
När Gargnäs församling bildades hade den 1 629 invånare och omfattade en landareal av 772,17 kvadratkilometer.

## Areal
Gargnäs församling omfattade den 1 januari 1976 en areal av 854,2 kvadratkilometer, varav 772,2 kvadratkilometer land.

## Kyrkor
- Gargnäs kyrka

## Om området som utgjorde församlingen
Gargnäs församling nordligaste del låg kring byarna Bockträsk, Nordsjö samt Gränsgård. Den sistnämnda ligger, som namnet antyder, på gamla gränsen mot Sorsele församling, till vilken församlingen gränsade i norr och nordväst. I norr ligger även byarna Högbränna samt Verbosjön, den senare ligger på en landtunga mellan Västra och Östra Verbosjön (387 m ö.h.). Mellan Nordsjö och Högbränna ligger sjön Storselet, som är en av källsjöarna till Malån. I området ligger även Malåberget (590 m ö.h.). I nordväst ligger byn Staggträsk.
I den tidigare församlingens västra del passerar europaväg 45 samt Inlandsbanan (respektive sträckning Storuman - Sorsele). Här ligger bland annat byarna Lomselenäs, Sandsjönäs samt Sandsele. Strax norr om Sandsele möts europaväg 45 och länsväg 363.
Vindelälven genomflyter denna del av den tidigare församlingen. Länsväg 363 går på älvens norra sida och passerar bland annat byn Rågoliden. Även Juktån flyter genom den tidigare församlingens västra del. Juktån passerar Lomselenäs och rinner mot Umeälven (mynnar vid Åskilje).
I den tidigare församlingens södra del ligger byn Tväråträsk. Byn Råstrand ligger på Vindelälvens södra sida. Själva kyrkbyn Gargnäs ligger invid Hemsjön (295 m ö.h.) och genomflyts av Gargån.